# Łoźnica (struga)
Łoźnica – struga w Polsce, lewobrzeżny dopływ Regi o długości 13,4 km, płynący po Pojezierzu Drawskim i Wysoczyźnie Łobeskiej. Struga uchodzi do Regi w Łobzie.
Według danych regionalnego zarządu gospodarki wodnej dominującym gatunkiem ryb w wodach Łoźnicy jest głowacz białopłetwy. Pozostałymi gatunkami występującymi w studze są: pstrąg potokowy, ciernik, minóg strumieniowy. Głowacz i minóg są gatunkami chronionymi.
W 2008 r. przeprowadzono badania jakości wód Łoźnicy w punkcie ujścia do Regi. W ich wyniku oceniono elementy fizykochemiczne poniżej stanu dobrego, elementy biologiczne określono na I klasy, a stan ekologiczny na umiarkowany. W ogólnej dwustopniowej ocenie stwierdzono zły stan wód Łoźnicy.

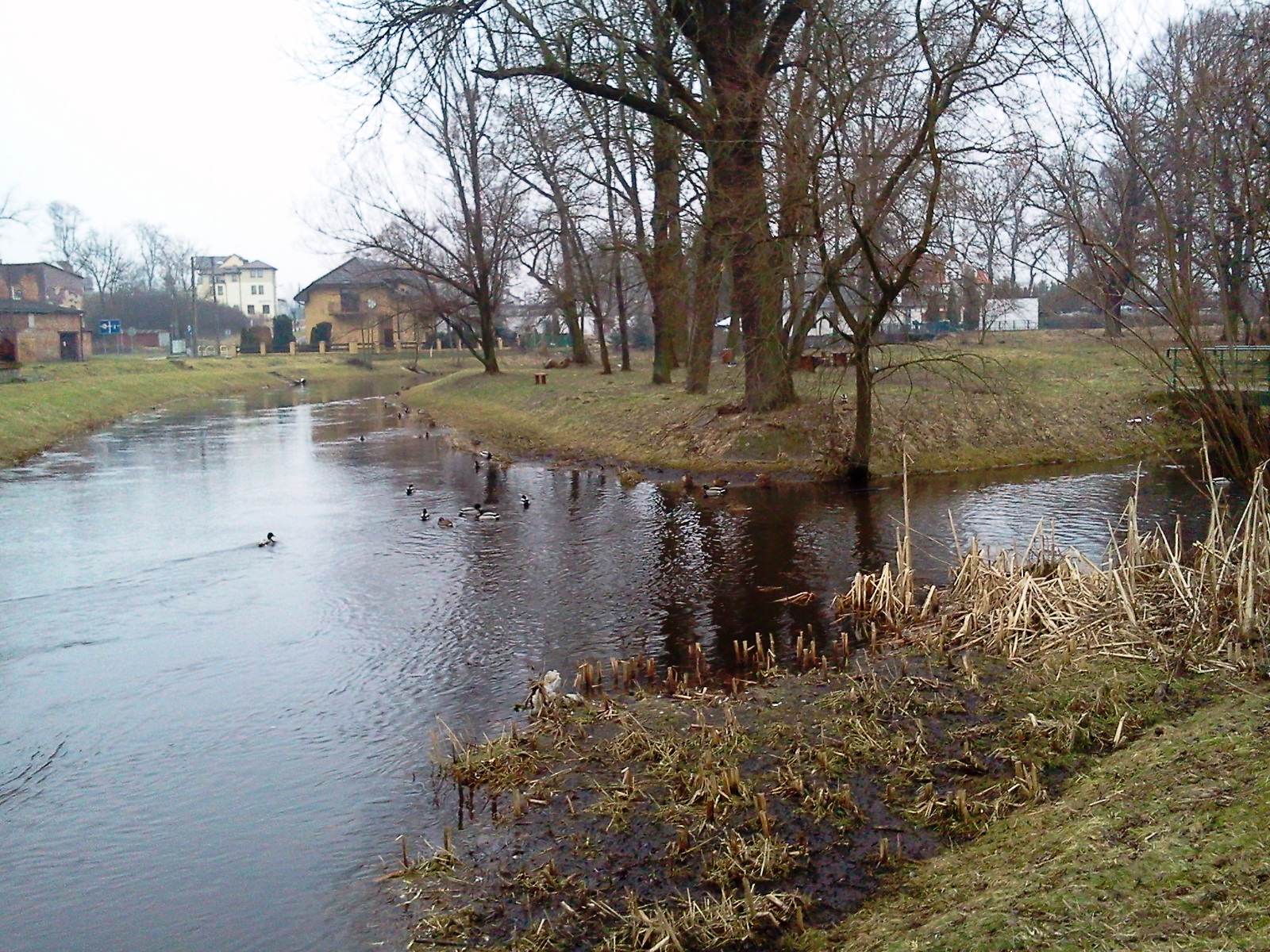
Ujście Łoźnicy do Regi w Łobzie. W głębi widać elektrownię wodną na Redze

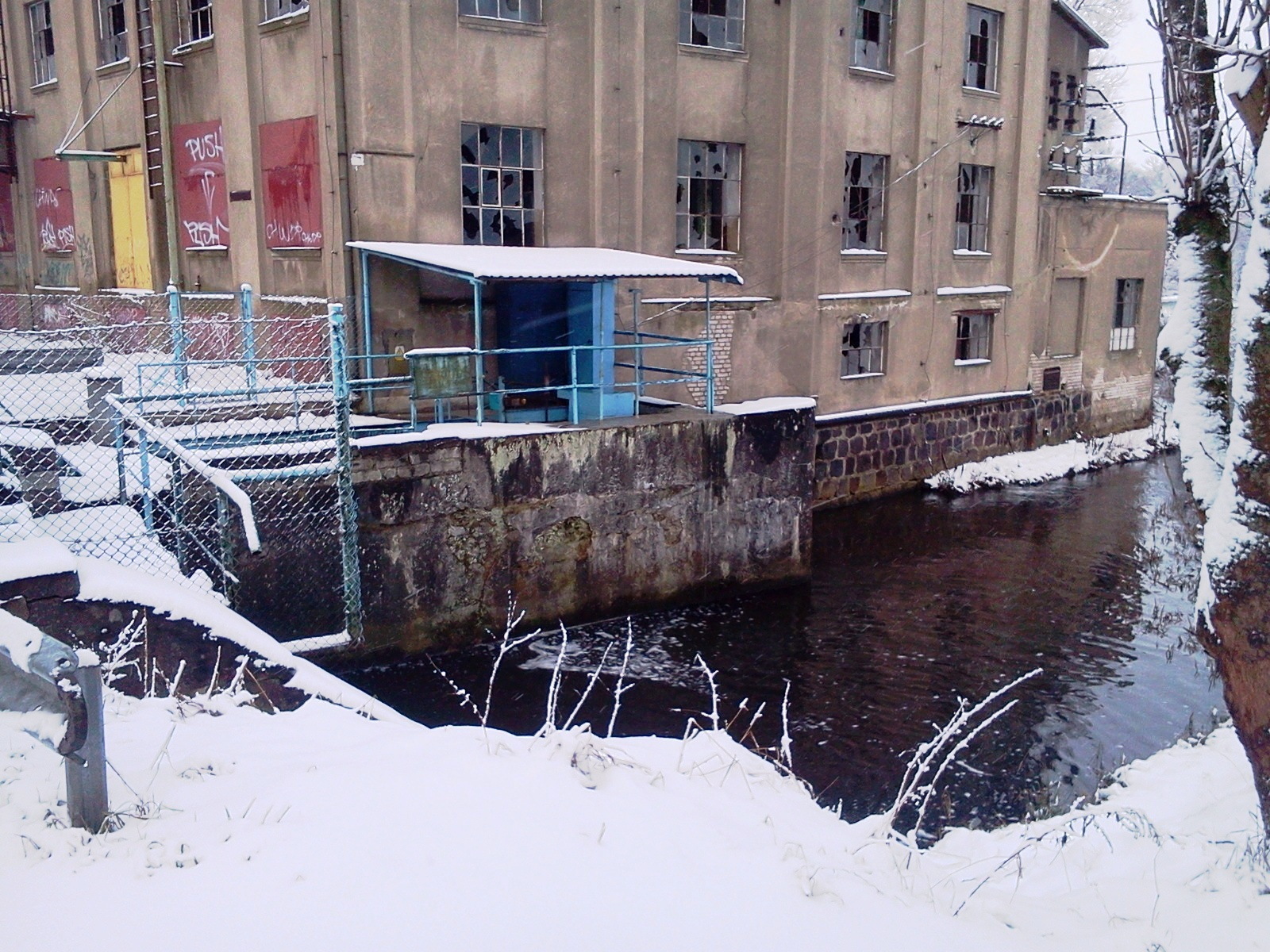
Elektrownia wodna w Łobzie na Łoźnicy

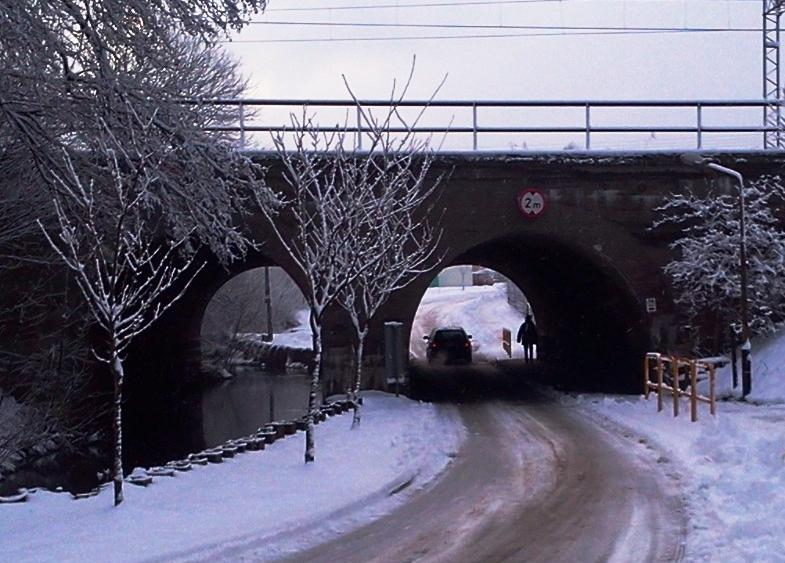
Łobez - struga Łoźnica w tunelu